# Podgrad, Ljubljana
Podgrad je naselje v Mestni občini Ljubljana oz. edino samostojno naselje v njeni četrtni skupnosti Polje. Leži neposredno ob železniški progi Ljubljana - Zidani Most, ob sotočju treh rek: Save, Ljubljanice in Kamniške Bistrice. Iz Podgrada vodi cesta pod Kašeljskim gričem v dolino Besnice.
Naselje Podgrad ima tri zaselke in sicer Podgrad, Gradovlje in Gostinca.